# Назва Норвегії
Королівство Норвегія (норв. Kongeriket Norge) — офіційна назва країни Норвегія (норв. Norge: ⓘ; нюн. Noreg: ⓘ).

## Етимологія
Назва країни походить від слів «нордр» (норв. nordr) — північ і «вег» (норв. veg) — шлях, тобто «Північний шлях». Спочатку назва відносилась лише до морського шляху вздовж берега, по якому нормани виходили до північних морів. Пізніше назва поширилась на узбережжя, а потім і на державу норманів на цьому узбережжі.

## Назва мовами світу

### А, Б, В
- абхазька: Норвегиа
- аварська: Норвегия
- адигейська: Норвегие
- азербайджанська: Norveçb
- півд. азербайджанська: نوروژ
- аймарська: Nurweka
- акан: Norway
- албанська: Norvegjia
- алеманська: Norwegen
- амхарська: ኖርዌይ
- англійська: Norway
- давн. англійська: Norþweg
- арабська: النرويج
- арагонська: Noruega
- арамейська: ܢܘܪܒܝܓ
- арпітанська: Norvèg·e
- арумунська: Norveghia
- астурійська: Noruega
- африкаанс: Noorweë
- ацтекська: Noruega
- ачехська: Norwègia

- бамбара: Norwij
- банджарська: Norwegia
- банюмасанська: Norwegia
- баскійська: Norvegia
- башкирська: Норвегия
- бенгальська: নরওয়ে
- центр. бікольська: Norwey
- білоруська: Нарвегія
- бірманська: နော်ဝေနိုင်ငံ
- біслама: Norway
- бішнупрія-маніпурі: নরৱে
- болгарська: Норвегия
- боснійська: Norveška
- бретонська: Norvegia
- бурятська: Норвеги
- бходжпурі: नार्वे

- в'єтнамська: Na Uy
- валлонська: Norvedje
- валлійська: Norwy
- варайська: Noruega
- венда: Norge
- венеційська: Norveja
- вепська: Norvegii
- вірменська: Նորվեգիա
- волоф: Noorwees

### Г, Д
- гавайська: Nolewai
- гагаузька: Norvegiya
- гаїтянська креольська: Nòvèj
- галісійська: Noruega
- гінді: नॉर्वे
- фіджійська гінді: Norway
- готська: 𐌽𐌰𐌿𐍂𐌸𐌰𐍅𐌹𐌲𐍃
- грецька: Νορβηγία
- грузинська: ნორვეგია
- гуарані: Noruega
- гуджараті: નોર્વે

- гань: 挪威
- гренландська: Norge

- данська: Norge
- дзонґ-ке: ནོ་ཝེ་

### Е, Ж, З
- еве: Norway
- емільяно-романьйольська: Nurvégia
- ерзянська: Норвегия Мастор
- есперанто: Norvegio
- естонська: Norra
- естремадурська: Noruega

- жмудська: Nuorvegėjė

- зазакі: Norwec
- зулу: INoki

### І, Ї, Й, К, Л
- іврит: נורווגיה
- ігбо: Norway
- ілоканська: Norwega
- індонезійська: Norwegia
- інуктитут: ᓄᕐᒋ/nurgij
- інупіак: Norge
- ірландська: An Iorua
- ісландська: Noregur
- іспанська: Noruega
- італійська: Norvegia

- їдиш: נארוועגיע

- йоруба: Nọ́rwèy

- кабардинська: Норуегиэ
- кабільська: Nuṛwij
- кабіє: Nɔɔrɩvɛɛzɩ
- казахська: Норвегия
- калмицька: Норвегин Нутуг
- каннада: ನಾರ್ವೇ
- каракалпацька: Norvegiya
- карачаєво-балкарська: Норвегия
- католонська: Noruega
- кашубська: Norweskô
- кечуа: Nurwiga
- киргизька: Норвегия
- китайська: 挪威
- кікуйю: Nowĩ
- кірунді: Norway
- комі-зирянська: Норвегия
- комі-перм'яцька: Норвег
- конго: Norge
- конкані: नॉर्वे
- корейська: 노르웨이
- корнська: Norgagh
- корсиканська: Nurvegia
- кримськотатарська: Norvegiya
- крі: Norway
- курдська: Norwêc
- центр. курдська: نۆرویژ
- кхмерська: ប្រទេសន័រវេ

- ладіно: Norvejia
- лаоська: ປະເທດນອກແວດ
- латгальська: Norvegeja
- латинська: Norvegia
- латиська: Norvēģija
- лезгинська: Норвегия
- литовська: Norvegija
- лігурійська: Norveggia
- лімбурзька: Noorwege
- лінґала: Norvej
- ломбардійська: Nurvegia
- луганда: Noowe
- верхньолужицька: Norwegska
- нижньолужицька: Norwegska
- півн. лурська: نورڤئج
- люксембурзька: Norwegen

### М, Н, О
- мазандеранська: نروژ
- майтхілі: नार्वे
- македонська: Норвешка
- малагасійська: Norvezy
- малайська: Norway
- малаялам: നോർവെ
- мальдівська: ނޯވޭ
- мальтійська: Norveġja
- маорійська: Nōwei
- маратхі: नॉर्वे
- марійська: Норвегий
- гірськомарійська: Норвеги
- мегрельська: ნორვეგია
- менська: Norlynn
- східн. міньська: Nò̤-ŭi
- мірандеська: Noruega
- мокшанська: Норвегие
- монгольська: Норвеги

- навахо: Kinghą́ą́ʼ Haltsooí Dineʼé Bikéyah
- науруанська: Norwei
- неаполітанська: Norvegia
- неварська: नर्वे
- непальська: नर्वे
- нідерландська: Noorwegen
- німецька: Norwegen
- нижньонімецька: Norwegen
- нормандська: Norouague
- ньянджа: Norge

- окситанська: Norvègia
- оромо: Noorwey
- орія: ନରୱେ
- осетинська: Норвеги

### П, Р, С
- палі: नार्वे
- пампанґська: Norwega
- пап'яменто: Noruega
- пенджабська: ناروے / ਨਾਰਵੇ
- перська: نروژ
- п'ємонтська: Norvegia
- пікардійська: Norvège
- піткернська: Norwaii
- польська: Norwegia
- понтійська: Νορβηγία
- португальська: Noruega
- пушту: ناروی

- ретороманська: Norvegia
- ромська: Norvejiya
- російська: Норвегия
- руандійська: Noruveje
- румунська: Norvegia
- русинська: Норьско

- півн. саамська: Norga
- самоанська: Nouei
- санго: Nörvêzi
- санскрит: नार्वे
- сардинська: Norvegia
- сваті: INoweyi
- себуанська: Noruwega
- сербохорватська: Norveška
- сербська: Норвешка
- півд. сото: Norge
- півн. сото: Norge
- сетсвана: Norway
- сингальська: නෝර්වේ
- сицилійська: Norveggia
- сілезька: Norwygijo
- словацька: Nórsko
- словенська: Norveška
- сомаліська: Norway
- суринамська: Norvegikondre
- Староцерковнослов'янська мова: Норєгъ
- Суахілі: Norwei
- сунданська: Norwégia

### Т, У, Ф
- тагальська: Noruwega
- таджицька: Норвеж
- тайська: ประเทศนอร์เวย
- тамільська: நோர்வே
- татарська: Норвегия
- таїтянська: Noruvetia
- телугу: నార్వ-ే
- тетум: Noruega
- тибетська: ནོར་ཝེ།
- ток-пісін: Nowe
- тонганська: Noaue
- тсонга: Norge
- тувинська: Норвегия
- тумбука: Norway
- турецька: Norveç
- туркменська: Norwegiýa

- угорська: Norvégia
- удмуртська: Норвегия
- уйгурська: نورۋېگىيە
- узбецька: Norvegiya
- урду: ناروے
- у: 挪威

- фарерська: Noreg
- зах. фламандська: Nôorweegn
- французька: Norvège
- фріульська: Norvegje
- півн. фризька: Norweegen
- зах. фризька: Noarwegen
- фульфульде: Norwees
- фіджійська: Norge
- фінська: Norja

### Х, Ц, Ч
- хаккаська: Nò-vî
- хауса: Norway
- хорватська: Norveška

- чаморро: Norge
- чві: Norway
- черокі: ᏃᏪ
- чеська: Norsko
- чеченська: Норвеги
- чжуанська: Nozveih
- чуваська: Норвеги

### Ш, Ю, Я
- шведська: Norge
- шеєнська: Norway
- шона: Norway
- шотландська гельська: Nirribhidh
- шотландська рівнинна: Norawa

- яванська: Nurwègen
- якутська: Норвегия
- японська: ノルウェー

### Українською
- Атлас світу / голов. ред. І. С. Руденко ; зав. ред. В. В. Радченко ; відп. ред. О. В. Вакуленко. — К. : ДНВП «Картографія», 2005. — 336 с. — ISBN 9666315467.

### Російською
- (рос.) Норвегия // Поспелов Е. М. Топонимический словарь. — М. : АСТ, 2005. — 229 с. — ISBN 5-17-016407-6.
- (рос.) Норвегия // Словарь современных географических названий / под общей редакцией акад. В. М. Котлякова. — Екатеринбург : У-Фактория, 2006.